# Knowledge Management Research and Practice
Knowledge Management Research & Practice (KMRP, рус. Журнал исследований и практики управления знаниями) — рецензируемый научный журнал, тематика которого охватывает все аспекты управления знаниями, организационного обучения, интеллектуального капитала и экономики знаний. Это официальный журнал международного общества Operational Research Society, штаб-квартира которого находится в Бирмингеме, Великобритания. Включён в междисциплинарный индекс цитирования Social Sciences Citation Index компании Thomson Reuters, его импакт-фактор составляет 0,554, согласно 2014 Journal Citation Reports® (Thomson Reuters, 2015). KMRP является одним из наиболее авторитетных журналов в сфере управления знаниями.

## Реферирование и индексирование
Журнал постоянно реферируется и индексируется в таких базах данных как Association of Business Schools' Academic Journal Quality Guide, Compendex, EMBASE, EMNursing, GEOBASE, International Abstracts in Operations Research, International Bibliography of Periodical Literature on the Humanities and Social Sciences, International Bibliography of Book Reviews of Scholarly Literature on the Humanities and Social Sciences, International Bibliography of the Social Sciences, Mosby Yearbooks и Scopus.